# 吸い込み方式
吸い込み方式(すいこみほうしき)とはパチスロの抽選方式の一つ。

## 概要
特定枚メダルを吸い込むか、特定回転を消化するとボーナスに当選する仕様の台。前回ボーナス終了時には次回ボーナス当選の吸い込み枚数・または回転数が既に決定されていて、基本的には毎回転のボーナス抽選は行わない（機種によっては、小役にも吸い込み方式の抽選が適用され、「小役周期」と呼ばれた。このような機種では、連続で小役が揃ったり、逆に小役が揃うはずのゲームで揃わない事がボーナスの察知基準と成った）。従ってボーナス当選を意図的に偏らせる（または分散させる）事が可能で、完全確率方式の機種よりも出玉推移が激しく（または緩やかに）なりやすい。また、一定以上の連続ボーナスを抑制したり、一定以上のハマリがあると強制的にボーナスを発生させるような「P/O補正」に近い機能を備えることもある。
パチスロは2号機となってからは完全確率方式制となり、それに伴い吸い込み方式は禁止されたが、2号機・3号機の多くは意図的な乱数操作により過激な連チャン性を演出していた。2号機・3号機の殆どの機種と4.5号機のサイレントストック機は、事実上この抽選方式を使用している機種が多い。
なお、事実上存在する天井狙いや、乱数操作の仕掛けになっていたコインセレクターを狙った攻略法が発覚した機種もあった。ユニバーサル販売が発表した「リバティーベル」シリーズや「コンチネンタル」シリーズは、その代表である。両シリーズとも開発元は同一メーカーで、意図的なものが感じられ、一部の機種は検定取り消しとなった。その他の機種も、保通協の検定後に『カバン屋』と俗に呼ばれるグループが違法プログラムをパチスロ台のRAM領域に上書き（この行為は「注射」と呼ばれた）することで過激な連チャン性を演出していたものである。